# Affaire Dunand
L'affaire Dunand ou affaire du tortionnaire d'Appoigny est une affaire criminelle française qui s'est déroulée à Appoigny dans l'Yonne. Dans les années 1980, Claude Dunand, avec son épouse Monique, organisent un réseau sadomasochiste où ils proposent à des clients de torturer des personnes contre rémunération dans la cave de leur pavillon.

## Contexte
Claude Dunand et son épouse Monique (née Michaud) se sont rencontrés à Paris. Ils vont vivre quatre ans au Sénégal où Claude Dunand officie comme cadre commercial. Le couple retourne à Paris où il fréquente des clubs échangistes, avant de tenir un bar à proximité de Seurre (Côte-d'Or) rapidement fréquenté par des prostituées rabattues par Monique Dunand selon son mari. Le couple s'installe en Normandie où Claude Dunand travaille chez un concessionnaire de camions.
C'est en 1979 que le couple s'installe dans l'Yonne, tout d'abord rue Joubert à Auxerre, puis à Migennes un an plus tard, pour ensuite acquérir en 1982 le pavillon à Appoigny, sis au 12 allée des Violettes. Le pavillon est situé au fond de l'allée, à moins d'une centaine de mètres de la départementale 606, ce qui permettait aux clients de venir facilement en étant déposé en voiture ou en taxi le long de la route avant de rejoindre le pavillon des Dunand à pied.
Monique Dunand se prostitue sous la protection René Brossard, propriétaire du restaurant « Le Saint-Fiacre », situé à deux pas de leur pavillon. Selon le journaliste Jean Ker, René Brossard est un membre du Milieu parisien descendu dans l'Yonne où il a des attaches familiales. Il possède également une boite de nuit à Vincelottes et fréquente comme Claud Dunand, mais également Émile Louis, le café Les Marronniers dans les alentours d'Auxerre. Brossard avait rencontré le gendarme Christian Jambert en 1985 lors de l'inauguration de la taverne Kanter à Auxerre, et serait devenu un des indics de ce gendarme.
Claude, quant à lui, commence comme chauffeur de car, tout comme un certain Émile Louis, puis travaille pour une entreprise de surgelés (VRP ou chauffeur-livreur selon les sources).

## Les faits
Le couple Dunand, « sans histoire », organise au début des années 1980 des séances de « divertissements […] sadiques » sur des jeunes femmes issues de la Direction départementale des affaires sanitaires et sociales (DDASS) dont la disparition inquiète peu. La cave du pavillon est transformée en salle de torture.
Une première, Huguette, est piégée et séquestrée à partir du 12 octobre 1983, en répondant à une annonce publiée deux jours plus tôt dans l'Yonne Républicaine. Une deuxième victime, Mickaëlla, est piégée début janvier 1984. Les deux jeunes femmes subissent de la part des clients du couple diverses tortures et violences sexuelles extrêmes. Une troisième victime, Isabelle, une prostituée, est piégée avant Huguette et Mickaëlla, puis est libérée des Dunand grâce à l'intervention d'un de leurs clients, Christian Grima, qui les menace d'alerter la police. Lors du procès, un autre client évoque une quatrième victime, dont Claude Dunand se serait débarrassée.

## L'enquête
Une des victimes, Huguette, séquestrée depuis plusieurs mois, parvient à s'enfuir le 20 janvier 1984 du pavillon des Dunand et elle donne l'alerte. Dans sa fuite, elle récupère des photographies et des carnets d'adresses des clients.
Alors que le médecin qui examine Huguette prévient le 20 janvier le procureur René Meyer, étrangement, ce dernier ne demande l'intervention de la police que le 23 janvier 1984. C'est une équipe du SRPJ de Versailles dirigée par le commissaire Michel Viallatte qui arrête les Dunand, et non pas la police locale ou encore la Gendarmerie.
Aux policiers, Huguette précise le type de tortures pratiquées : brûlures de cigarettes, brûlures au chalumeau, viols ou encore éventrations.
Mickaëlla est sauvée du pavillon par les policiers lors de l'intervention qui suit. Le nombre de victimes n'est pas connu mais on peut supposer que plusieurs d'entre elles sont mortes dans l'anonymat.
Les carnets saisis révèlent une cinquantaine de clients, dont seulement cinq sont identifiés.
L'un d'eux, Paul Lefort, décède quelques mois plus tard en juin 1984 d'une crise cardiaque. 
Un autre, Georges Ethievant, meurt également d'une crise cardiaque en février 1990. C'est cet homme qui a initié le couple Dunand au sado-masochisme.
Le troisième client, Christian Grima, qui avait permis la libération d'Isabelle, est arrêté.
Le quatrième client identifié, pseudonyme « Monsieur Joseph », n'est pas inquiété, ses amis ayant donné des alibis aux enquêteurs. Il bénéficie d'un non-lieu du juge d'instruction Jacques Bourguignon.
Plus récemment, la journaliste Sabrina Champenois révèle qu'un cinquième client, Joël Laurent, pompiste dans l'Yonne ayant la quarantaine au moment des faits, était sur le banc des accusés. Il avait notamment menacé Christian Grima de représailles si ce dernier parlait. Décédé en 2011, il avait été cité sous ses initiales dans un article du Monde en 2001.
Si la recherche d'un réseau n'est jamais étudiée, le profil de Claude Dunand et son épouse montre qu'ils déménageaient souvent à la recherche de pavillons isolés. Les Dunand auraient ainsi déménagé quinze fois.
Plusieurs carnets et documents sous scellé disparaissent lors de l'enquête,.
Claude Dunand explique également aux policiers qu'il pratiquait ses activités criminelles depuis quinze ans.
Après six ans de détention préventive, Claude Dunand recouvre la liberté grâce à un vice de procédure ainsi qu'à l'aide d'un certain Georges Fritsch, visiteur de prison et membre de la Fraternité Notre-Dame, une association de réinsertion des détenus. En décembre 1989, ce dernier écrit au garde des Sceaux Pierre Arpaillange par l'intermédiaire de Jean-Pierre Soisson, alors ministre et maire d'Auxerre, qui transmet sa lettre et Dunand est libéré dans les semaines qui suivent, le 6 janvier 1990.
Selon le substitut du procureur de la République d'Auxerre, Daniel Stilinovic, l'affaire « a été sabotée ».

## La condamnation et une succession de morts étranges
Claude et Monique Dunand sont condamnés le 31 octobre 1991 pour « commerce, proxénétisme, sadomasochisme et actes de barbaries ».
Le premier à la réclusion criminelle à perpétuité mais sans période de sûreté ce qui permet sa remise en semi-liberté dix ans plus tard ; la seconde à cinq ans de prison.
L'un des clients identifiés, Christian Grima, est condamné à six mois de prison ferme. Les autres clients du réseau ne seront pas inquiétés, les Dunand ne révélant jamais leurs noms et les carnets d'adresses ayant « étrangement » disparu,,.
Plusieurs décès vont frapper les accusés et les victimes.
En plus des clients Paul Lefort et Georges Ethievant, le médecin qui avait examiné Huguette durant son calvaire est la première personne à décéder. En effet, ce médecin généraliste proche du couple Dunand se suicide quelques jours après l'arrestation du couple.
Tout d'abord, Monique Dunand meurt accidentellement en faisant une chute dans les escaliers en décembre 1996.
Ensuite, la troisième victime, Isabelle, décède en octobre 1998, apparemment empoisonnée. Elle n'avait pu se rendre au procès d'octobre 1991 à la suite d'un étrange accident de voiture.
Christian Grima tue sa femme Brigitte Charot, fille d'un industriel local, à la carabine de chasse avant de retourner l'arme contre lui le 9 juin 1999. Il meurt à l'hôpital du Kremlin-Bicêtre le 23 juin 1999. La presse locale mentionne alors son implication dans l'affaire Dunand.
Claude Dunand est finalement relâché en juin 2001.
Enfin, le commissaire Michel Viallatte, alors à la retraite, et bien qu'en bonne santé, décède d'une crise cardiaque en décembre 2002.
Le journaliste Éric Raynaud relie une autre affaire criminelle locale au couple Dunand ː l'assassinat de William Deléglise en décembre 1995. Ce truand spécialisé dans le vol de voitures, connu à Auxerre, avait été abattu chez lui alors qu'il jouait aux cartes avec trois amis. Un commando de trois hommes cagoulés et armés de pistolets a fait irruption, mettant en joue Deléglise et ses amis. Ce dernier se serait défendu et aurait été abattu de trois balles dans la tête par les tueurs. Deléglise était un autre indic du gendarme Jambert et connaissait très bien l'affaire Dunand. Les témoins ont noté un détail intéressant ː les tueurs étaient équipés d'une seule paire de menottes. La presse locale émet alors l'hypothèse d'une tentative d'enlèvement ratée. Il faut également préciser que la même année, une série de braquages avait frappé l'Yonne et la Bourgogne, causant la mort d'au moins une personne à Bellegarde, dans le Loiret.
Les différentes sources indiquent que Dunand aurait été l'homme de main d'un réseau criminel qu'il appelait l'Organisation dont certains membres et clients appartenaient à un milieu social aisé. Dans l'interview qu'il donne le 30 avril 2002, Dunand évoque des chefs d'entreprise, et même un « homme politique nationalement connu » parmi ses clients.
Il meurt à Mulhouse le 29 juillet 2021 à l'âge de 87 ans sans jamais avoir indemnisé ses victimes, ayant pris soin d'organiser son insolvabilité.

## Filmographie
- Auxerre et ses affaires: l'étrange asphyxie de la justice, 50 minutes, documentaire réalisé en 2004 par Thierry Fournet pour Lundi Investigations (Canal +).
- La Conspiration du silence, série télévisée réalisée en 2022 par Thierry Fournet et Vincent Hérissé pour France 3 Bourgogne-Franche Comté.
- Auxerre, la justice en question, Auteur : Thierry Fournet, réalisateurs : Thierry Fournet et Anne Marty, Réalisateurs : Thierry Fournet et Anne. Marty